# Silvia Ballestra
Silvia Ballestra (Porto San Giorgio, 16 aprile 1969) è una scrittrice e traduttrice italiana.
Ha scritto circa 20 opere tra romanzi, antologie di racconti e saggi, vincendo diversi premi tra cui il Premio Fiesole Narrativa Under 40, il Premio Rapallo Carige per la donna scrittrice e il Premio "Pozzale-Luigi Russo" 2023. Ha collaborato a lungo con il quotidiano L'Unità e vive e lavora a Milano.

## Biografia
Cresciuta tra Grottammare e San Benedetto del Tronto, esordisce sull'antologia di racconti Papergang (1990) per il progetto "Under 25" curato da Pier Vittorio Tondelli. Ha iniziato a pubblicare romanzi, libri di racconti e saggi a partire dal 1991. Il suo libro d'esordio Compleanno dell'iguana è un longseller tradotto in molti Paesi europei. Da quel libro e dal successivo La guerra degli Antò è stata tratta la sceneggiatura dell'omonimo film di Riccardo Milani.
Laureata in Lingue e Letterature straniere a Bologna, ha tradotto autori francesi e statunitensi. Ha collaborato a lungo con il quotidiano L'Unità e scrive per diverse riviste e giornali. Dal 2011 è membro della giuria del Premio Bagutta.
Le sue opere letterarie hanno meritato vari riconoscimenti, tra cui il Premio Fiesole Narrativa Under 40 nel 1993 con La guerra degli Antò e il Premio Rapallo Carige per la donna scrittrice nel 2006 con La Seconda Dora; è stata due volte finalista al Premio Bergamo, nel 2003 e nel 2011 rispettivamente per le opere Il compagno di mezzanotte e I giorni della rotonda).

## Opere
- Cronica de' culti di Priapo renovati in Bologna e La via per Berlino, in Papergang. (Under 25 III), 1990, Transeuropa, a cura di Pier Vittorio Tondelli.
- Compleanno dell'Iguana. 1991, Transeuropa e Arnoldo Mondadori Editore.
- La guerra degli Antò. 1992, Transeuropa e Arnoldo Mondadori Editore.
- Gli Orsi. 1994, Feltrinelli.
- Joyce L. Una vita contro, saggio su Joyce Lussu. 1996, Baldini e Castoldi.
- Coda. Undici "under 25" nati dopo il 1970, antologia in collaborazione con Giulio Mozzi, Transeuropa 1996.
- La giovinezza della signorina N.N.. 1998, Baldini e Castoldi.
- Nina, Rizzoli 2001 (Premio Tarquinia Cardarelli).
- Il compagno di mezzanotte. 2002, Rizzoli.
- Senza gli Orsi. 2003, Rizzoli (Premio Il Molinello)
- Tutto su mia nonna. 2005, Einaudi.
- La Seconda Dora. 2006, Rizzoli.
- Contro le donne nei secoli dei secoli, Il Saggiatore, 2006.
- Piove sul nostro amore. Una storia di donne, medici, aborti, predicatori e apprendisti stregoni. Feltrinelli, 2008. ISBN 9788807171536.
- I giorni della rotonda. Rizzoli, 2009 (Premio Città di Fabriano).
- Le colline di fronte. Un viaggio intorno alla vita di Tullio Pericoli. Rizzoli, 2011. ISBN 9788817052849.
- Amiche mie. 2014, Arnoldo Mondadori Editore.
- Christine e la città delle dame, 2015, Laterza
- Vicini alla terra, Storie di animali e di uomini che non li dimenticano quando tutto trema 2017, Giunti Editore
- La nuova stagione, 2019, Bompiani
- La Sibilla. Vita di Joyce Lussu, 2022, Laterza (Premio Pozzale-Luigi Russo)